# Etienne Amenyido
 (août 2025).
Si vous disposez d'ouvrages ou d'articles de référence ou si vous connaissez des sites web de qualité traitant du thème abordé ici, merci de compléter l'article en donnant les références utiles à sa vérifiabilité et en les liant à la section « Notes et références ».
 (août 2025).
La mise en forme du texte ne suit pas les recommandations de Wikipédia : il faut le « wikifier ».
Les points d'amélioration suivants sont les cas les plus fréquents :
- Les titres sont pré-formatés par le logiciel. Ils ne sont ni en capitales, ni en gras.
- Le texte ne doit pas être écrit en capitales (les noms de famille non plus), ni en gras, ni en italique, ni en « petit »…
- Le gras n'est utilisé que pour surligner le titre de l'article dans l'introduction, une seule fois.
- L'italique est rarement utilisé : mots en langue étrangère, titres d'œuvres, noms de bateaux, etc.
- Les citations ne sont pas en italique mais en corps de texte normal. Elles sont entourées par des guillemets français : « et ».
- Les listes à puces sont à éviter, des paragraphes rédigés étant largement préférés. Les tableaux sont à réserver à la présentation de données structurées (résultats, etc.).
- Les appels de note de bas de page (petits chiffres en exposant, introduits par l'outil «  Source ») sont à placer entre la fin de phrase et le point final[comme ça].
- Les liens internes (vers d'autres articles de Wikipédia) sont à choisir avec parcimonie. Créez des liens vers des articles approfondissant le sujet. Les termes génériques sans rapport avec le sujet sont à éviter, ainsi que les répétitions de liens vers un même terme.
- Les liens externes sont à placer uniquement dans une section « Liens externes », à la fin de l'article. Ces liens sont à choisir avec parcimonie suivant les règles définies. Si un lien sert de source à l'article, son insertion dans le texte est à faire par les notes de bas de page.
- La présentation des références doit suivre les conventions bibliographiques. Il est recommandé d'utiliser les modèles {{Ouvrage}}, {{Chapitre}}, {{Article}}, {{Lien web}} et/ou {{Bibliographie}}. Le mode d'édition visuel peut mettre en forme automatiquement les références.
- Insérer une infobox (cadre d'informations à droite) n'est pas obligatoire pour parachever la mise en page.

Pour une aide détaillée, merci de consulter Aide:Wikification.
Si vous pensez que ces points ont été résolus, vous pouvez retirer ce bandeau et améliorer la mise en forme d'un autre article.
Étienne Amenyido, né le 1er mars 1998 à Herford, est un footballeur international togolais, également de nationalité allemande, qui évolue au poste d'attaquant au SC Preußen Münster,.

## Biographie

### Jeunesse et formation
Amenyido grandit à Bünde (Rhénanie-du-Nord–Westphalie) et débute au Bünder SV avant de rejoindre le centre de formation du Borussia Dortmund.

### Carrière en club
Il effectue ses débuts seniors avec Borussia Dortmund II en 2017 puis est prêté à vvv-Venlo , où il fait ses débuts en Eredivisie le 27 août 2017 face à l’Ajax (0-2).
De 2018 à 2021, il porte les couleurs du VfL Osnabrück. Le 16 juin 2021, le FC St. Pauli annonce sa signature en provenance d’Osnabrück, avant de le voir partir libre à l’été 2024.
Le 10 juillet 2024, il s’engage avec le SC Preußen Münster, promu en 2. Bundesliga,.

### Carrière internationale
Après avoir été international allemand chez les jeunes (U19, U20), Amenyido choisit de représenter le Togo chez les A. Il fait ses débuts le 12 octobre 2020 lors d’un match amical soldé par un nul 1-1 contre le Soudan. En septembre 2024 et mars 2025, il est de nouveau appelé avec les Éperviers,.

## Style de jeu
Attaquant polyvalent, il peut évoluer dans l’axe ou sur un côté et est réputé pour sa technique et sa mobilité.

## Vie personnelle
Né en Allemagne d’un père togolais et d’une mère allemande, Amenyido a grandi à Bünde (Ostwestfalen) et a débuté au club local du Bünder SV.

## Palmarès
- 2. Bundesliga
  - Champion : 2023-2024 avec le FC St. Pauli[6]
- 3. Liga
  - Champion : 2018-2019 avec le VfL Osnabrück[6]